# Poloostrov

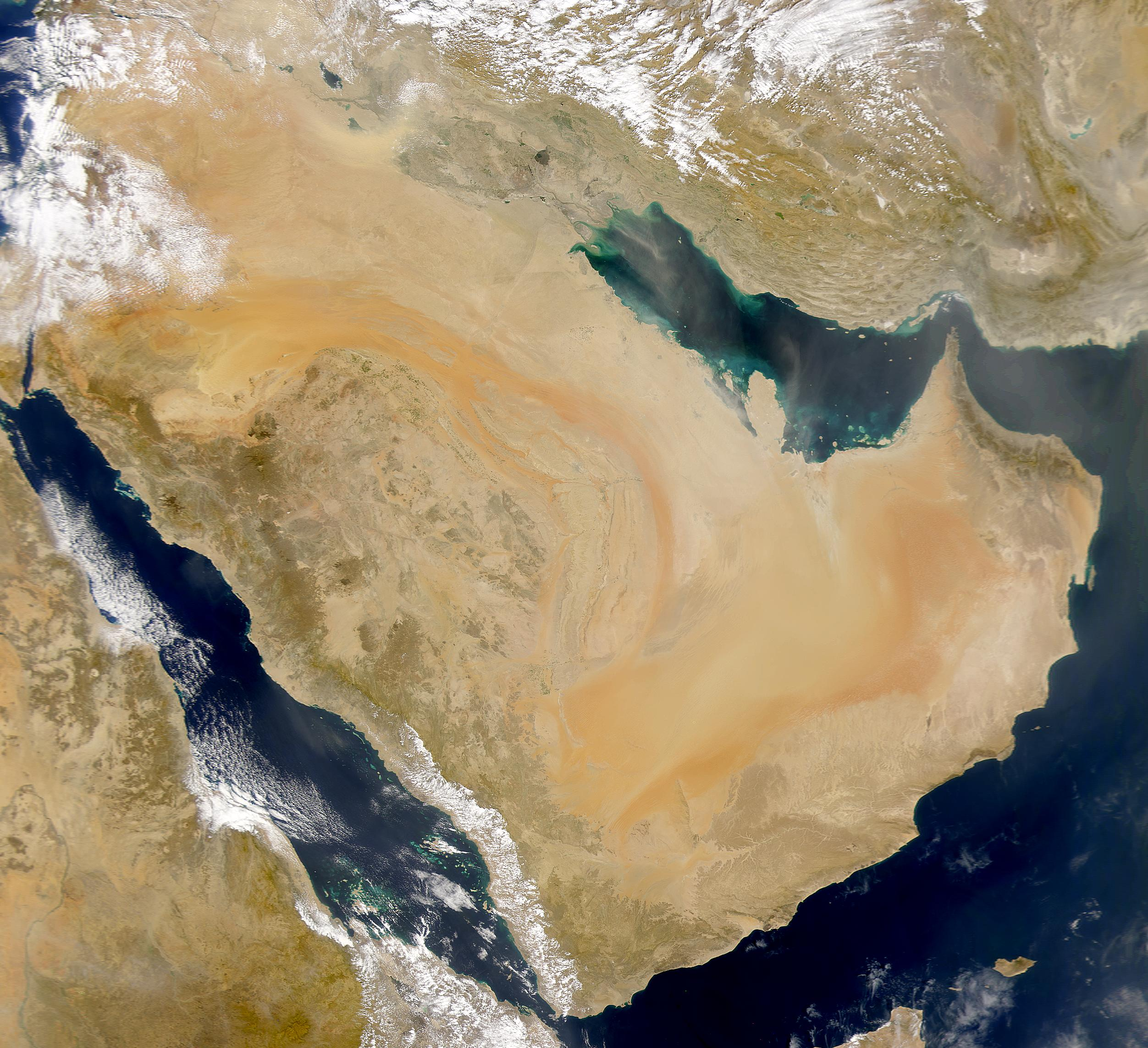
Arabský poloostrov

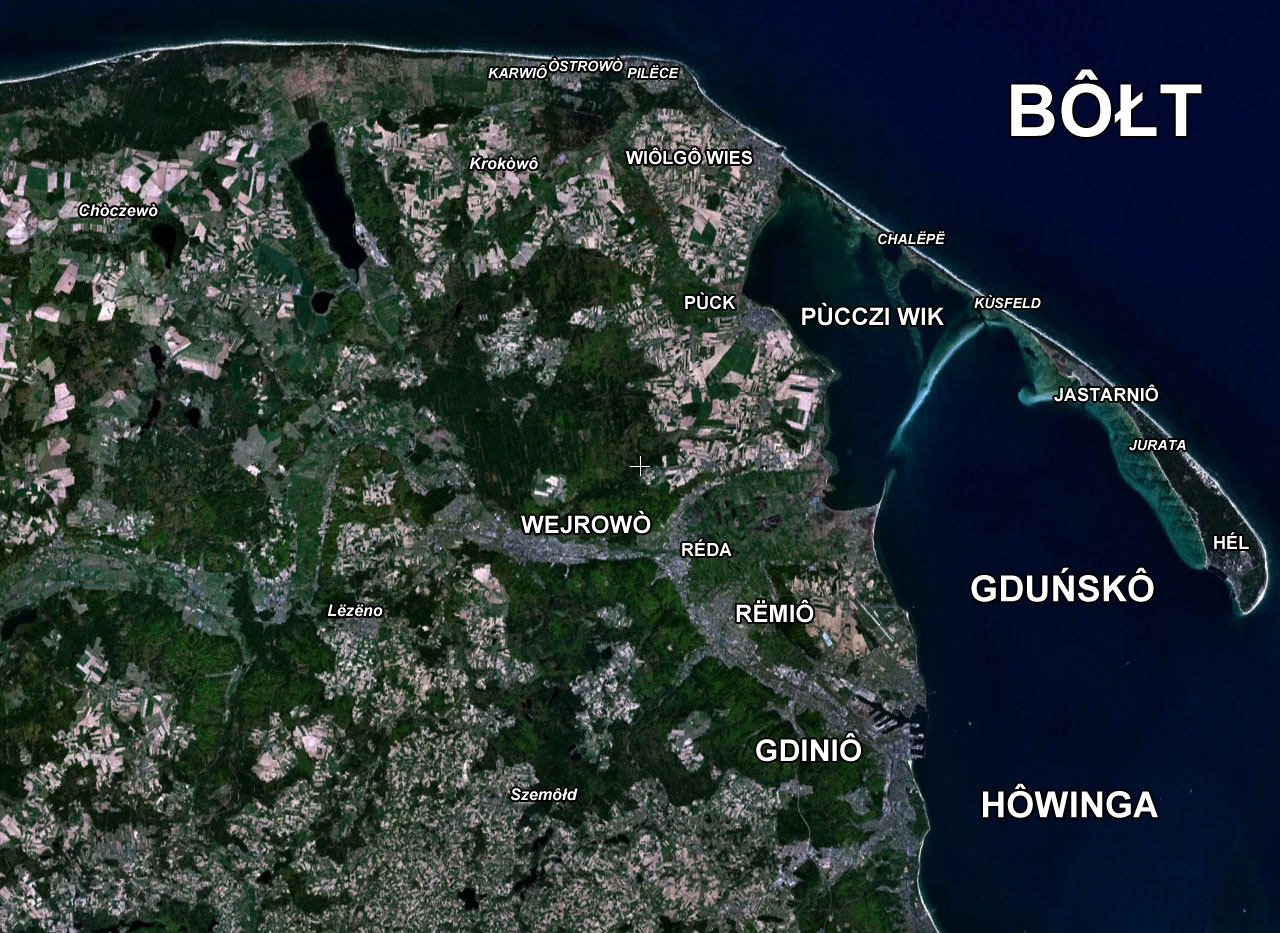
Helská kosa

Poloostrov je geografický útvar, výběžek pevniny do moře nebo do jezera, který je ze tří stran (resp. z většiny svého obvodu, nikoliv ale zcela) obklopen vodou. Obvykle je zakončen jedním nebo více mysy. Poloostrov může být na kontinentu, na ostrově nebo i výběžkem většího poloostrova. S ostatní pevninou je spojen tzv. šíjí. Vymezení poloostrovní šíje nebo vůbec zařazení některých částí pevniny mezi poloostrovy může být sporné (Evropa, Balkán, Patagonie, Aljaška).

## Zvláštní typy
- kosa – dlouhý úzký poloostrov vytvořený akumulací materiálu unášeného mořskými nebo říčními proudy.
- tombolový poloostrov – poloostrov napojený na pevninu jen nízkým tombolem. Bývá-li při přílivu zaplavováno, jedná se o tzv. přílivový ostrov.

## Významné poloostrovy světa

### Evropa[pozn. 1]
- Apeninský poloostrov
  - Gargano
  - Kalábrie
  - Salento
- Balkánský poloostrov[pozn. 2]
  - Attika
  - Gallipoli
  - Chalkidiki
    - Athos
    - Kassandra
    - Sithonia

  - Pelješac
  - Peloponés[pozn. 3]
- Bretaňský poloostrov
- Iberský či Pyrenejský poloostrov
- Istrie[pozn. 4]
- Jutský poloostrov
- Kanin
- Kola
- Krym
  - Arabatská kosa
  - Kerčský poloostrov
- Skandinávský poloostrov
  - Skánie

#### ostrov Velká Británie
- Cornwall
- Cowal
- Fife
- Kaledonský poloostrov
  - Black Isle
- Kintyre
- Rhins of Galloway
- Wales

### Asie
- Apšeronský poloostrov
- Arabský poloostrov
  - Katar
- Čukotka
- Gydský poloostrov
- Jamal
- Kamčatka
- Korejský poloostrov
- Liao-tung
- Malá Asie
- Mangyšlacký poloostrov
- Přední Indie (Indický poloostrov)
  - Kathijávár
- Sinaj
- Šantungský poloostrov
- Tajmyr
- Zadní Indie
  - Malajský poloostrov

### Afrika
- Bon
- Kapský poloostrov
- Somálský poloostrov (Africký roh)

### Severní Amerika
- Aljašský poloostrov
- Boothia
- Delmarva
- Florida
- Guajira
- Kalifornský poloostrov
- Kenai
- Labrador
  - Ungava
- Přímořský poloostrov
  - Gaspé
  - Nové Skotsko
- Melvillův poloostrov
- Sewardův poloostrov
- Yucatán

#### ostrov Newfoundland
- Avalon
- Velký severní poloostrov (Ikkarumiklua)

### Jižní Amerika
- Guajira
- Paraguaná
- Patagonie[pozn. 5]
  - Valdés

### Austrálie
- Arnhemská země
- Eyreův poloostrov
- Wilsonův výběžek
- Yorský poloostrov

#### ostrov Nová Guinea
- Papuánský poloostrov
- Rajčí poloostrov

#### Severní ostrov (Nový Zéland)
- Northland

### Antarktida
- Antarktický poloostrov